# Giselle Blondet
Alba Giselle Blondet (* 9. Januar 1964 in New York City, Vereinigte Staaten) ist eine puerto-ricanische Schauspielerin und Moderatorin.

## Leben
Blondet stammte von einer französischen Einwandererfamilien ab; ihre Eltern sind Victor Manuel Blondet und Alba Gomez.
Ab 1978 wurde sie vor allem verschiedene Telenovelas in Puerto Rico bekannt. Mit 18 Jahren heiratete Blondet 1982 in San Juan einen Juwelier und hatte mit ihm eine Tochter. Bereits nach zwei Jahren ließ sie sich wieder scheiden um 1986 den bolivianischen Schauspieler Luis Abreu zu heiraten. Ihre zweite Ehe wurde bereits im darauffolgenden Jahr wieder geschieden. 1989 heiratete sie den Produzenten Harold Trucco und hatte mit ihm zwei Kinder. Seit ihrer erneuten Scheidung im Jahr 1997 lebt sie allein.
Zwischen Juni 1997 und Mitte 2004 moderierte Blondet beim Sender Univision (USA) die Show ¡Despierto America! Ab 2007 moderierte sie die Model-Realityshow Nuestra Belleza Latina sowie diverse Preisverleihungen.

## Filmografie (Auswahl)
- 1980: El ídolo (Fernsehserie)
- 1985: Cantaré para tí (Fernsehserie)
- 1987: La isla (Fernsehserie)
- 1995: Morelia  (Fernsehserie)
- 1997: Virtual Weapon
- 1997–2004: ¡Despierto America! (Fernsehshow)
- 2007–2013: Nuestra Belleza Latina (Fernsehshow)